# Février 1898

## Événements
- 7 février, Affaire Dreyfus : premier procès d'Émile Zola, cassé pour vice de forme.

- 8 février : coup d’État au Guatemala. Le président José María Reina Barrios est assassiné par Oscar Zollinger, un Allemand. Son successeur, Manuel Estrada Cabrera, réussira d’élection en élection à se maintenir au pouvoir pendant vingt-deux ans. Caudillisme jusqu’en 1940.

- 10 février : dictature de Juan Lindolfo Cuestas en Uruguay. Hégémonie du parti Colorado jusqu’en 1904.

- 15 février : explosion mystérieuse du cuirassé Américain USS Maine en rade de La Havane. Bien qu’il s’agisse d’un accident, Washington en accuse les Espagnols. les États-Unis déclenchent les hostilités contre l'Espagne.

## Naissances
- 3 février : Alvar Aalto, architecte et designer finlandais († 11 mai 1976).
- 5 février : 
  - Denjirō Ōkōchi (mort le 18 juillet 1962), acteur japonais
  - Shirō Ozaki (mort le 19 février 1964), un écrivain japonais
  - Georges Briquet (mort le 8 février 1968), journaliste sportif français

- 10 février :
  - Bertolt Brecht, dramaturge allemand († 14 août 1956).
  - Joseph Kessel, écrivain français († 23 juillet 1979).
- 12 février : Wallace Ford, acteur américain († 11 juin 1966).
- 14 février : Fritz Zwicky, astrophysicien suisse († 8 février 1974).
- 15 février : Totò, acteur de cinéma et chanteur italien († 15 avril 1967).
- 18 février : 
  - Enzo Ferrari, constructeur d'automobiles († 14 août 1988).
  - Luis Muñoz Marin, personnalité politique américaine († 30 avril 1980).
- 25 février : Vicente Gil-Franco, peintre catalan († 6 novembre 1959).
- 27 février : Mathilde Aussant, supercentenaire française († 23 juillet 2011).

## Décès
- 5 février : 
  - Jean-Albert Gauthier-Villars' (né le 31 mars 1828), ingénieur et éditeur français
  - Thomas Waters (né le 17 juillet 1842), ingénieur civil et architecte britannique

- 11 février : Antoine Révillon, journaliste, écrivain et homme politique français.